# Corsock House
Corsock House ist ein Herrenhaus nahe der schottischen Ortschaft Corsock in der Council Area Dumfries and Galloway. 1990 wurde das Bauwerk in die schottischen Denkmallisten in der Kategorie B aufgenommen. Die zugehörige Torzufahrt ist als Denkmal der höchsten Denkmalkategorie A klassifiziert. Sie bildet außerdem zusammen mit den Stallungen ein Denkmalensemble der Kategorie B.

## Corsock House
Das Herrenhaus wurde im späten 18. Jahrhundert erbaut. Im Laufe seiner Geschichte wurde Corsock House zweimal erweitert und überarbeitet, sodass äußerlich nur wenige Details des ursprünglichen Gebäudes sichtbar sind. Die Erweiterungen wurden 1853 nach einem Entwurf von David Bryce sowie 1910 von dessen Schüler Charles Johnston ausgeführt.
Stilistisch zeigt sich trotz der drei Bauphasen ein harmonisches Gefüge. Die Fassaden des im Scottish-Baronial-Stil ausgestalteten Herrenhaus sind mit Ausnahme von Details aus rötlichem Sandstein mit Harl verputzt. Der Westflügel weist mit seinen auskragenden Ecktourellen und Staffelgiebeln die typischen Merkmale der bryceschen Architektur auf. Der von Johnston gestaltete Ostflügel greift ebenfalls zahlreiche Scotts-Baronial-Elemente auf, vermischt diese jedoch mit Einflüssen aus der Arts-and-Crafts-Bewegung. Die steilen Dächer sind mit Schiefer eingedeckt.

## Tor

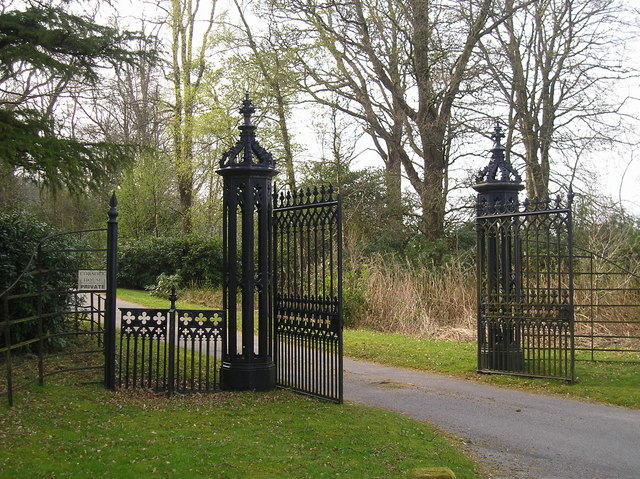
Torzufahrt zu Corsock House

Das Tor der Hauptzufahrt zu Corsock House befindet sich rund 300 m nordöstlich des Herrenhauses abseits der A712. Die gusseisernen Torpfosten entstanden im mittleren 19. Jahrhundert. Ungewöhnlich ist bei Elementen dieser Größe die Verwendung von Gusseisen anstelle von Schmiedeeisen. Die offene Metallkonstruktion weist einen oktogonalen Grundriss auf. Die Pfosten schließen mit Kronen ab. Die gotische Ornamentierung des zweiflügligen Tores erinnert an Maßwerke. Links befindet sich ein Fußgängertor in Form eines gusseisernen Drehkreuzes.